# 飛騨高山スキー場
飛騨高山スキー場（ひだたかやまスキーじょう）は、岐阜県高山市にあるスキー場。雪質が非常によく、頂上地点では北アルプスをはじめ360度の眺望が楽しめる。高速ペアリフト降り口からは徒歩で国立乗鞍青少年交流の家に行くことができたが、令和2年7月豪雨の影響によって高速ペアリフトが運休となっているため、2023年2月現在では行くことはできない。
令和2年7月豪雨による土砂崩れで大きな被害を受け、2020/2021年シーズンの営業を休止。復旧作業を進め21/22年シーズンよりリフト1基で営業再開した。

## リフト
- 高速ペアリフト - 1基（令和2年7月豪雨の影響により運休）
- ペアリフト - 1基
- シングルリフト - 1基

## その他の施設
- 駐車場：800台（24H、無料）
- 乗鞍ハイランドホテル
  - レストラン
- もみの木ロッジ（食堂・喫茶）
  - 無料休憩所

## アクセス
- 中部縦貫自動車道 高山ICより車で約1時間
- 高山本線高山駅よりバスで約50分